# Edyp i Antygona

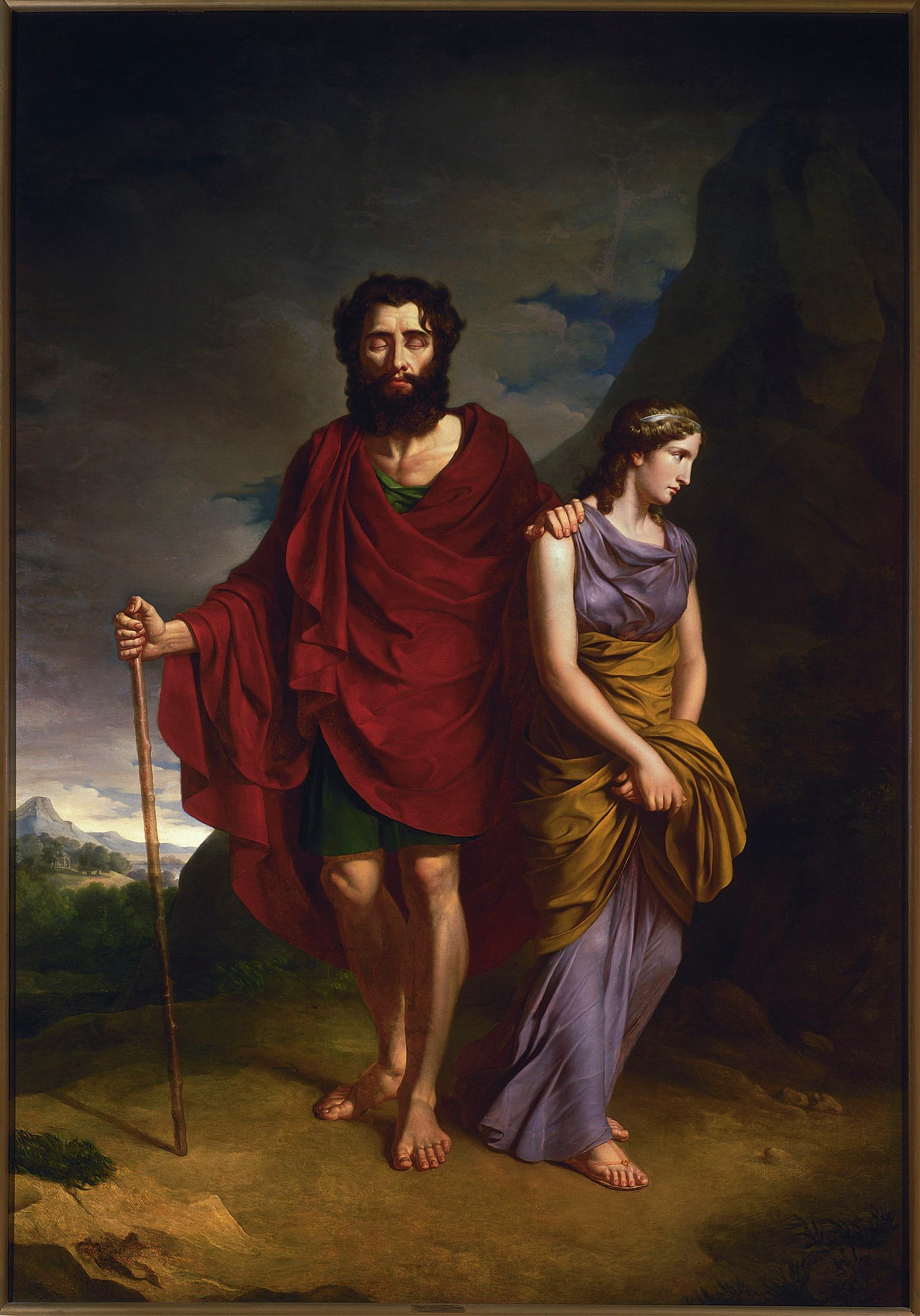
Edyp i Antygona

Edyp i Antygona – obraz Antoniego Brodowskiego, przedstawiciela klasycyzmu, z 1828 roku.
Obraz znajduje się w zbiorach Muzeum Narodowego w Warszawie.

## Historia obrazu
Obraz powstał w odpowiedzi na konkurs malarski, na obrazy stylu wysokiego, który został ogłoszony w 1823 roku przez Komisję Wyznań Religijnych i Oświecenia Publicznego. Do wyboru były trzy tematy; jeden historyczny: Zaślubiny Jadwigi i Jagiełły i dwa nawiązujące do mitologii: Edyp i Antygona oraz Perykles broniący Aspazji przed Areopagiem.
Drugi temat, który nawiązywał do tebańskiego mitu o Labdakidach, okazał się najbardziej oryginalny i uniwersalny. Jego realizacje znalazły wyrafinowane, artystyczne odzwierciedlenie w postaci trzech obrazów: Edyp w Kolonos Jana Antoniego Blanka i obrazy dwóch twórców: Antoniego Brodowskiego i Aleksandra Kokulara, noszących ten sam tytuł: Edyp i Antygona. Wszystkie trzy obrazy stanowiły fragment Wystawy Sztuk Pięknych, która odbyła się w 1828 roku, w Warszawie (wystawa i obrazy znajdujące się na niej zostały uwiecznione na obrazie Wincentego Kasprzyckiego zatytułowanego: Widok Wystawy Sztuk Pięknych w Warszawie w 1828 roku). Płótna Brodowskiego i Kokulara cieszyły się dużym powodzeniem wśród osób odwiedzających tę wystawę.

## Opis obrazu
Obraz jest wykonany w technice olejnej, na płótnie o wymiarach 293 × 191 cm. Dzieło wpisuje się w nurt malarstwa akademickiego i romantyzmu. Obraz posiada konstrukcję osiową i symetryczną. Charakteryzuje go poprawność rysunku, która jest również postrzegana jako jego słabość, gdyż jest  zbieżna z pojęciem szkolarskiego schematu i martwą linia konturu.
Na obrazie zostały ukazane następujące postacie: Edyp, władca Teb; mąż i zarazem syn Jokasty oraz Antygona – córka Edypa. Gdy w Tebach wybuchła zaraza, Edyp chcąc poznać przyczyny złego losu, który go prześladował, zarządził śledztwo w sprawie zabójstwa Lajosa, poprzedniego władcy Teb, męża Jokasty. Wtedy to dowiedział się o swojej przeszłości i klątwie ciążącej nad rodem Labdakidów. Rozpacz doprowadziła Jokastę do samobójstwa, a Edypa do samookaleczenia - wyłupienia oczu.  Edyp prosił u Kreona, króla Teb i brata Jokasty, o wygnanie i nakazał swojej córce Antygonie wyprowadzić siebie poza miasto.
Tragizm przedstawionych postaci łączy się z ich heroizacją artykułowaną przez ich autora. Brodowski, tworząc rysy twarzy Edypa, intencjonalnie wykorzystał model twarzy Zeusa Olimpijskiego, a przy tworzeniu postaci Antygony opierał się na kanonie piękna efeba. Edyp, którego postać wskazuje na zachowanie spokoju godnego stoików, wydaje się być pogodzony z własnym losem i akceptować swoje cierpienie. Antygona, prowadząc ojca, okazuje swoje posłuszeństwo wobec niego.

## Symbolika obrazu
Motyw wykorzystania postaci Edypa odnosi się do nieuchronności losu, do fatalizmu.
Postacie choć idące wspólnie, są zwrócone w różnych kierunkach, co może symbolizować ich rychłe rozstanie i samotność.
Czarne chmury unoszące się nad postaciami Edypa i Antygony oznaczają ciągłość klątwy, która ciąży nad rodem Labdakidów i są symbolem gniewu bożego.
Kostur, którym podpiera się Edyp jest atrybutem żebraków. Wskazuje on na głód, samotność i poniżenie, które będą udziałem Edypa.
Splecione dłonie Antygony i nieład szat uosabiają rozpacz i beznadzieję, które jej towarzyszą.
Jasna poświata na horyzoncie wskazuje na dawne lata świetności i wielkości bohaterów obrazu.